# Horodyszcze (przystanek kolejowy)
Horodyszcze (ukr. Городище, ros. Городище) – przystanek kolejowy w miejscowości Horodyszcze, w rejonie stryjskim, w obwodzie lwowskim, na Ukrainie. Położony jest na linii Lwów – Czerniowce.